# 上加丹加礦業聯盟
上加丹加礦業聯盟（法語：Union Minière du Haut-Katanga，缩写为UMHK）是一家比利時礦業公司（英資佔少數股權），於1906年至1966年間控制並營運現今剛果民主共和國銅帶地區的採礦業。
上加丹加礦業聯盟成立於1906年，由比利時的加丹加公司、比利時加丹加特別委員會及英國坦噶尼喀特許公司合資創辦。
加丹加公司是剛果商業與工業公司（CCCI）的子公司，而剛果商業與工業公司則由該國最大的企業集團比利時興業銀行控制。
在殖民政府的支持下，該公司獲分配加丹加省內一片面積達7,700平方英里（20,000平方）的特許開採區。

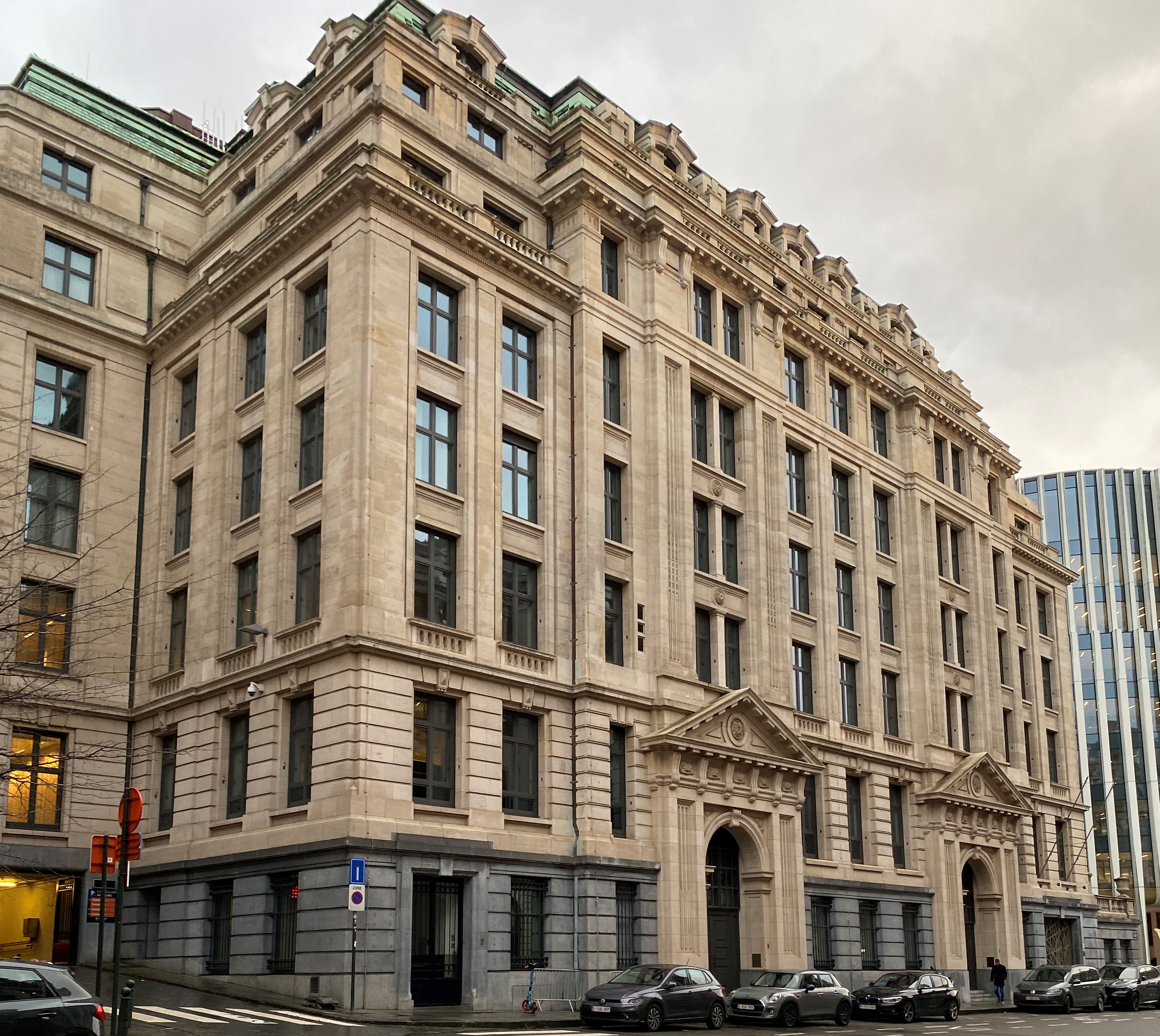
位於布魯塞爾的前總部

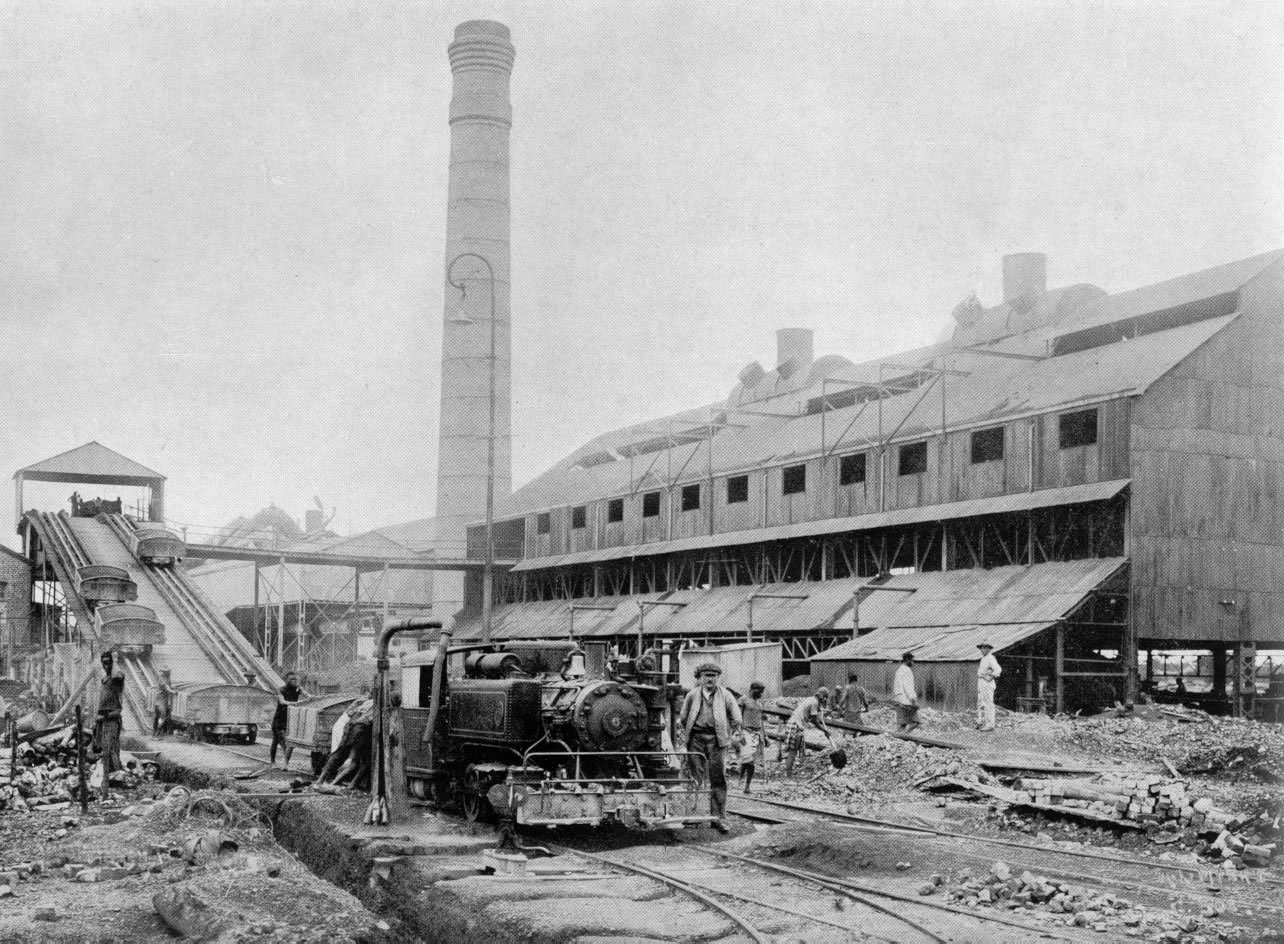
1917年，上加丹加礦業聯盟於伊莉莎白維爾（今盧本巴希）的礦石處理廠

其主要產品為銅，但亦生產錫、鈷、鐳、鈾、鋅、鎘、鍺、錳、銀及金。上加丹加礦業聯盟是全球銅生產商銅卡特爾中的重要一員。及至第二次世界大戰爆發初期，比利時興業銀行已控制剛果七成經濟。  透過對加丹加特別委員會的絕對影響力，比利時興業銀行實際上從上加丹加礦業聯盟成立之初至1960年一直控制著該公司。 1968年，上加丹加礦業聯盟改組為「礦業聯盟」（Union Minière），並於1989年與其他實體合併，最終於2001年易名為優美科。

## 殖民時期

### 銅礦
在其營運期間，上加丹加礦業聯盟為比利時帶來巨大財富，其次亦惠及加丹加——該地區比周邊沒有類似礦產資源的地區發展得更好。該公司可被視為嚴苛的資本主義者，但其當時最能表達其發展理念的格言是「健康、愉快、高產」。或許正是基於這種方針，並為了留住及安撫勞工，該聯盟早於1928年便推行工傷賠償計劃。加丹加的礦產財富促使了鐵路的興建（包括本格拉鐵路），以連接該地與安哥拉海岸（1911年完成），其他鐵路線則將加丹加與北羅德西亞連接起來。此後，礦產（尤其是銅）產量大幅提升。例如，1911年，上加丹加礦業聯盟旗下的魯阿希礦開始營運，首年供應997公噸銅。至1919年，年產量已增至22,000公噸，由七座熔爐生產。1935年，該聯盟參與了1935年世界銅礦協定。 其重要人物包括比利時金融家兼律師費利西安·卡蒂埃及商人埃米爾·弗朗基。1950年代，剛果是全球第四大產銅國。

### 鈾礦
除了著名的銅礦外，加丹加亦蘊藏豐富的其他礦產。該公司控制其礦山中鈷（1950年代，上加丹加礦業聯盟的鈷產量佔全球75%）、錫、鈾及鋅的出口，這些礦山均屬全球最富饒之列。比利時著名冶金學家、自1911年起擔任上加丹加礦業聯盟管理人員的亨利·比特根巴赫描述了氯銅礦、四水鈾礦、銅板鈾雲母及針錫礦。與此同時在加丹加發現的鐳礦床，最終促成了比利時的鐳提取工業。研究來自上加丹加礦業聯盟礦物的約翰內斯·弗朗西斯庫斯·費斯發現了板鈾礦、水膽礬、硫鍺銅礦、富鈾礦、{{link-en|鈰水碳鈣石]]、柱鈾礦、柱釘鈾礦及水硫銅鈾礦。以其名字命名的硫銅錫礦的發現者加斯東·布里亞爾曾是上加丹加礦業聯盟的顧問。
1922年，上加丹加礦業聯盟興建了首座鈾礦石精煉廠，至1926年已幾乎壟斷全球鈾市場（當時已知的鈾礦床大部分由其持有），此局面直至1940年德國入侵才被打破。這些鈾主要在比利時奧倫精煉。1939年，新成立的法國國家科學研究中心（CNRS）主任弗雷德里克·約里奧-居里安排上加丹加礦業聯盟向其機構提供5公噸氧化鈾、興建反應堆的技術援助及一百萬法郎，條件是CNRS的所有發現均由一個企業聯合組織申請專利，利潤由CNRS與上加丹加礦業聯盟共享。這批氧化鈾在德軍進入巴黎前已運往英國。
美國製造原子彈所需的鈾便是從上加丹加礦業聯盟獲得。1942年9月18日，上加丹加礦業聯盟主管埃德加·森吉爾與美國陸軍參與曼哈頓計劃的肯尼思·尼科爾斯將軍會面，尼科爾斯向其購買了該計劃所需的1500公噸鈾（主要開採自利卡西鎮附近的欣科洛布韋礦）。這批鈾當時已運抵美國，其後再有更多礦石從剛果運出。該礦擁有「極其豐富的鈾瀝青鈾礦礦脈，前所未見」；礦石含鈾量達65%，即使是廢礦堆的含鈾量亦達20%；「戰後，軍事工程局（MED）及原子能委員會（AEC）認為含鈾量達千分之三的礦石已屬佳品」。 約1200公噸儲存於奧倫精煉廠的鈾於1940年被德軍奪取，直至戰爭結束才被美軍尋回。:186-187,217

### 社會政策與影響
在其鼎盛時期，上加丹加礦業聯盟在加丹加省擁有近乎政府的權力，營辦學校、藥房、醫院及體育設施，並享有幾乎無限的資金。1959年，比利時從上加丹加礦業聯盟獲得的利潤超過35億比利時法郎，而該公司向剛果政府繳納的出口關稅佔政府收入的50%。比利時殖民地向上加丹加礦業聯盟徵收的稅款一度高達其收入的66%。據報，1960年，上加丹加礦業聯盟的年銷售額達2億美元，生產了西方世界60%的鈾、73%的鈷及10%的銅，並在剛果擁有24間聯營公司，包括水力發電廠、化工廠及鐵路。

## 剛果獨立後
比屬剛果於1960年6月獨立。經過短暫的政治動盪後，加丹加省單方面脫離剛果，在莫伊茲·沖伯領導下成立加丹加國。由於擔心剛果的左傾政治領袖，特別是帕特里斯·盧蒙巴，會將其資產國有化，上加丹加礦業聯盟支持沖伯，並成為新成立國家內的一股重要力量，同時仍容許比利時及國際社會的控制。 在該省尋求獨立期間，該聯盟將12.5億比利時法郎（3500萬美元）轉入沖伯的銀行戶口，作為1960年稅款的預付款，而這筆款項本應支付予盧蒙巴政府。 1963年，獨立運動結束，加丹加重新併入剛果。
1966年12月31日，剛果政府在總統約瑟夫-德西雷·蒙博托領導下，接管了上加丹加礦業聯盟的資產和業務，將其改組為國營礦業公司Gécamines（通用礦業和採石公司）。由於管理不善、未能採用現代採礦標準（而非礦產枯竭），以及蒙博托的公然盜竊，導致礦產量大幅下降，產量跌幅高達70%。那些未被蒙博托沒收的上加丹加礦業聯盟資產則由比利時興業銀行接收，其後成為礦業聯盟（現優美科）的一部分。
約蘭·比約克達爾（Göran Björkdahl，瑞典援助工作者）於2011年撰文指出，他認為時任聯合國秘書長達格·哈瑪紹的死亡是一宗謀殺案，部分原因是為了維護像上加丹加礦業聯盟這類礦業公司的利益。此前，哈瑪紹在接獲盧蒙巴總理的干預請求後，已促使聯合國介入剛果的加丹加危機。比約克達爾的論斷基於對1961年恩多拉聯合國DC-6運輸機墜毀事件目擊者的採訪，以及檔案文件的內容。

## 礦業聯盟
1968年，在其剛果資產被國有化後，上加丹加礦業聯盟進行重組，並將名稱縮短為礦業聯盟（Union Minière）。該公司一直以此名稱營運，直至1989年合併後，於2001年易名為優美科。

## 外部連結
- 上加丹加礦業聯盟董事名單 – 向下滾動至 Union Minière du Haut Katanga (de facto rulers)
- Scramble for Katanga (可下載書籍)
- 優美科
- 有关上加丹加礦業聯盟在德国经济学中央图书馆（ZBW）20世纪新闻档案中的關於上加丹加礦業聯盟的文件及剪報。
- 上加丹加礦業聯盟記錄，TANKS檔案庫，曼徹斯特大學圖書館

## 延伸閱讀
- Van den Borre, Maite.  (PDF). Journal of Belgian History. 2023, (3): 98–125.